# Saucromyia bicolor
Saucromyia bicolor är en tvåvingeart som beskrevs av Hardy 1986. Saucromyia bicolor ingår i släktet Saucromyia och familjen borrflugor. Inga underarter finns listade i Catalogue of Life.